# Damen Ferry 2306 E3
Die Damen Ferry 2306 E3 ist ein elektrisch angetriebener Fährschiffstyp der niederländischen Damen Shipyards Group. Von dem Schiffstyp werden sieben Einheiten für Arriva Danmark für den Betrieb der Wasserbuslinien in Kopenhagen gebaut.

## Geschichte
Von dem Schiffstyp wurden 2018 zunächst fünf und 2019 zwei weitere Einheiten von Arriva Danmark bei der Damen Shipyards Group bestellt. Die Fähren wurden auf der Werft Damen Shipyards Koźle in Kędzierzyn-Koźle, Polen, gebaut.
Die Fähren verkehren im Auftrag der Trafikselskabet Movia in Kopenhagen zwischen Orientkaj im Norden und Teglholmen im Süden. Bei Bedarf verkehrt zusätzlich eine Fähre zwischen der Oper und dem Anleger Nyhavn. Die Fährlinien werden von Arriva Danmark betrieben. Sie ersetzten die bis dahin ebenfalls von Arriva Danmark betriebenen Fähren.
Die Fähren sollten zum 1. Januar 2020 zur Verfügung stehen, kamen aufgrund von Verzögerungen beim Bau aber erst im Verlauf des Jahres 2020 in Fahrt.
Die Fähren werden elektrisch angetrieben, weil dies die beste Nachhaltigkeit versprach und sich im Vergleich zu einem Antrieb mit Biodiesel oder einem Hybridantrieb über die zunächst zwölfjährige Betriebszeit als die kostengünstigste Option herausstellte.

## Beschreibung
Die Fähren werden von zwei Elektromotoren mit jeweils 40 kW Leistung angetrieben. Die Motoren wirken auf zwei Festpropeller. Der Antrieb ist redundant ausgelegt. Im Fall des Ausfalls eines Motors, können die Fähren mit dem zweiten Motor einen Anleger erreichen. Die Fähren sind mit einem elektrisch angetriebenen Bugstrahlruder mit 25 kW Leistung ausgestattet.
Für die Stromversorgung stehen sechs Akkumulatoren mit einer Kapazität von zusammen 180 kWh zur Verfügung. An den Anlegern an den jeweiligen Enden der Fährlinien sind Ladestationen mit 600 kW Leistung installiert, an denen die Akkumulatoren der Fähren binnen sieben Minuten aufgeladen werden können. Die Anleger sind mit einem automatischen Festmachersystem ausgestattet, um eine sichere Verbindung zwischen den Ladestationen und den Fähren zu gewährleisten.
Die Fähren verfügen über einen Fahrgastraum mit 80 Sitzplätzen. Vor dem Fahrgastraum befindet sich ein offener Bereich mit Platz für acht Fahrräder. Die Fähren sind über eine Bugrampe zugänglich, die an den Pontons der Anleger heruntergeklappt werden. Das Steuerhaus ist im vorderen Bereich der Fähren vor dem Fahrgastraum und etwas erhöht angebracht. Die Decksaufbauten sind zur Unterquerung flacher Brücken und um möglichst wenig Windangriffsfläche zu bieten relativ niedrig gehalten. Der Rumpf ist eisverstärkt.

## Schiffe
| Damen Ferry 2306 E3 | Damen Ferry 2306 E3 | Damen Ferry 2306 E3 |
| Bauname             | Baunummer           | Ablieferung         |
| ------------------- | ------------------- | ------------------- |
| Bryggen             | 537919              | 9. März 2020        |
| Holmen              | 537920              | 9. März 2020        |
| Nyhavn              | 537921              | 28. April 2020      |
| Nordhavn            | 537922              | 28. April 2020      |
| Sydhavn             | 537923              | 28. April 2020      |
| Christianshavn      | 537924              | 26. August 2020     |
| Refshaleøen         | 537925              | 26. August 2020     |

Die Fähren werden unter der Flagge Dänemarks betrieben.